# كأس التحدي الأوروبي 1999–2000
كأس التحدي الأوروبي 1999–2000 (بالإنجليزية: 1999–2000 European Challenge Cup)‏ هو الموسم 4 من  كأس التحدي الأوروبي. أقيم خلال الفترة 19 نوفمبر 1999 وحتى 28 مايو 2000، وبمشاركة  28 فريقاً، وفاز فيه Section Paloise ‏.